# Anne Shirley (diễn viên)
Anne Shirley (tên khai sinh: Dawn Evelyn Paris; 17 tháng 4 năm 1918 – 4 tháng 7 năm 1993) là một nữ diễn viên người Mỹ.
Cô bắt đầu sự nghiệp của mình với tư cách là một nữ diễn viên nhí với nghệ danh Dawn O'Day. Sau này, cô đổi nghệ danh thành Anne Shirley.  Anne Shirley đạt được thành công trong sự nghiệp với các vai phụ, trong đó có Stella Dallas (1937), bộ phim mà cô đã được đề cử giải Oscar cho nữ diễn viên phụ xuất sắc nhất.
Shirley giải nghệ ở tuổi 26 và ở lại Los Angeles đến khi qua đời ở tuổi 75.

## Đầu đời
Sinh ra ở thành phố New York, Khi còn nhỏ, cô đã bắt đầu làm người mẫu và ra mắt bộ phim với vai diễn nổi bật trong Thung lũng ánh trăng năm 1922. Shirley bắt đầu diễn xuất khi mới 5 tuổi với vai diễn "Alice" trong loạt phim hoạt hình câm trước Mickey Mouse của Walt Disney "Alice in Cartoonland". Cô đã có một sự nghiệp ngôi sao nhí rất thành công trong các bộ phim Pre-Code, xuất hiện trong các bộ phim như Hoa loa kèn, Kỵ sĩ của hiền nhân tím của Tom Mix, To quá!, Ba trong một trận đấu và Rasputin và Hoàng hậu.

## Sự nghiệp

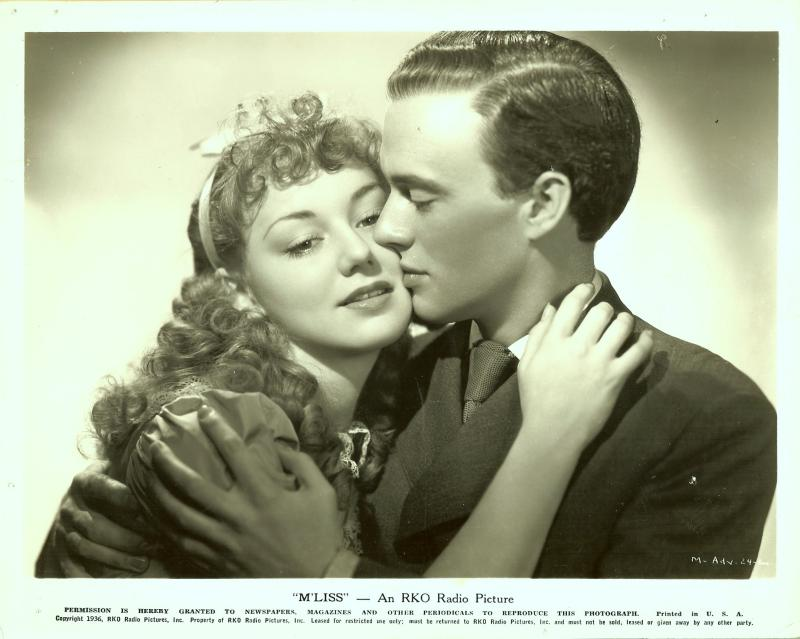
John Beal và Anne Shirley vào năm 1936.

Năm 1934, cô đóng vai nhân vật Anne Shirley trong Anne tóc đỏ dưới chái nhà xanh và lấy tên của nhân vật đó làm nghệ danh và nghệ danh của mình.
Sau khi lấy tên là Anne Shirley, cô đóng vai chính trong Steamboat Round the Bend, Make Way for a Lady và Stella Dallas, nhờ đó cô đã được đề cử cho Giải Oscar cho nữ diễn viên phụ xuất sắc nhất.
Các vai diễn sau này là trong Canh thức trong đêm, Anne tóc đỏ dưới Mái nhà Bạch Dương, Ác quỷ và Daniel Webster và Giết người, em yêu, bộ phim cuối cùng của cô. Về vai diễn của Shirley trong Thứ bảy của trẻ em, The New York Times đã viết rằng cô "ban cho người vợ nhỏ tính chính trực và nghị lực anh hùng."

## Đời tư
Shirley kết hôn với nam diễn viên John Payne vào ngày 22 tháng 8 năm 1937, tại Montecito, California. Họ có một con gái, cựu nữ diễn viên Julie Payne, nhưng sau đó đã ly dị vào năm 1943.
Người chồng thứ hai của cô là nhà sản xuất phim và biên kịch Adrian Scott. Khi anh bị ghi vào danh sách đen và quyết định chuyển cả gia đình đến châu Âu, cô đã viết một bức thư "gửi John" cho anh, nói rằng cô thà ở lại và ly dị với anh, điều mà cô đã làm vào năm 1949.
Người chồng thứ ba của cô là Charles Lederer, cháu trai của Marion Davies.  Họ có một con trai - Daniel Lederer trước khi ông qua đời năm 1976.
Shirley có những mối quan hệ ngắn ngủi với ngôi sao phương Tây trẻ hơn Rory Calhoun và với ngôi sao điện ảnh người Pháp Jean-Pierre Aumont.
Shirley qua đời ngày 4 tháng 7 năm 1993 do bệnh ung thư phổi ở Los Angeles, hưởng thọ 75 tuổi và được hỏa táng. Vì những đóng góp của mình cho ngành công nghiệp điện ảnh, cô đã có một ngôi sao trên Đại lộ Danh vọng Hollywood tại 7020 Hollywood Blvd.

## Diễn xuất

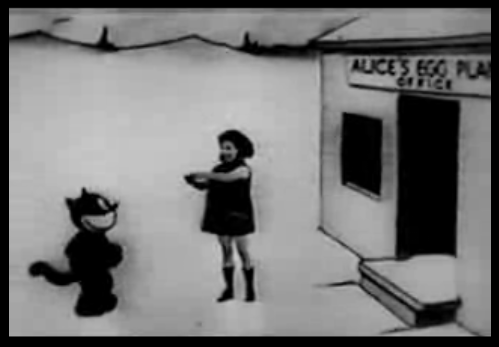
Shirley trong vai "Alice", cùng với Julius the Cat, trong một cảnh trong Cây trứng của Alice (1925)

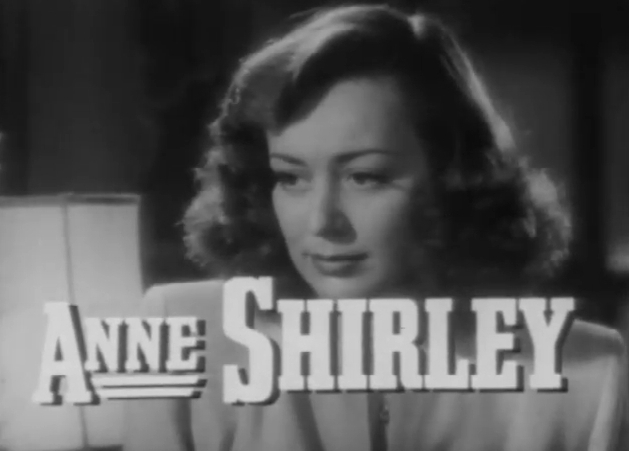
Shirley trong Giết người, em yêu (1944)

| Năm  | Phim                                | Vai diễn                                        | Lưu ý                                                      |
| ---- | ----------------------------------- | ----------------------------------------------- | ---------------------------------------------------------- |
| 1922 | Người phụ nữ giấu mặt               | Cô gái                                          | dưới tên Dawn O'Day Lost film                              |
| 1922 | Thung lũng ánh trăng                | Nancy                                           | dưới tên Dawn O'Day Lost film                              |
| 1923 | Tiếng lụa xào xạc                   | Cô gái                                          | dưới tên Dawn O'Day Lost film                              |
| 1923 | Vũ công Tây Ban Nha                 | Don Balthazar Carlos                            | dưới tên Dawn O'Day                                        |
| 1924 | Người đàn ông chiến đấu một mình    | Dorothy                                         | dưới tên Dawn O'Day Lost film                              |
| 1924 | The Fast Set                        | Little Margaret                                 | as Dawn O'Day Lost film                                    |
| 1925 | Kỵ sĩ của hiền nhân tím             | Fay Larkin                                      | không được công nhận                                       |
| 1925 | Cây trứng của Alice                 | Alice                                           | Short subject dưới tên Dawn O'Day                          |
| 1927 | Nhà Callahans và nhà Murphys        | Mary Callahan                                   | dưới tên Dawn O'Day Lost film                              |
| 1927 | Cuộc sống về đêm                    | Con gái của kẻ trục lợi chiến tranh             | dưới tên Dawn O'Day                                        |
| 1928 | Mẹ biết cái gì là tốt nhất          | Sally (hồi nhỏ)                                 | dưới tên Dawn O'Day Lost film                              |
| 1928 | 4 con quỷ                           | Marion (khi còn là một cô gái)                  | dưới tên Dawn O'Day Lost film                              |
| 1928 | Tội lỗi của các ông bố              | Mary (hồi nhỏ)                                  | dưới tên Dawn O'Day                                        |
| 1930 | Gái thành phố                       | Marie Tustine                                   | dưới tên Dawn O'Day                                        |
| 1930 | Hoa loa kèn                         | Louise                                          | dưới tên Dawn O'Day                                        |
| 1931 | Khói súng                           | Con gái của Horton                              | dưới tên Dawn O'Day                                        |
| 1931 | Xin chào Napoleon                   | Cô bé                                           | phim ngắn, dưới tên Dawn O'Day                             |
| 1931 | Chào bạn đời                        | -                                               | phim ngắn, dưới tên Dawn O'Day                             |
| 1931 | Sự điên rồ của người giàu           | Anne (hồi nhỏ)                                  | dưới tên Dawn O'Day                                        |
| 1932 | Emma                                | Isabelle (hồi nhỏ)                              | không được công nhận                                       |
| 1932 | Nước Mỹ trẻ                         | Mabel Saunders                                  | dưới tên Dawn O'Day                                        |
| 1932 | To quá!                             | Selina Peake (hồi nhỏ)                          | không được công nhận                                       |
| 1932 | Giá mua                             | Sarah Tipton, Con gái                           | không được công nhận                                       |
| 1932 | Ba trong một trận đấu               | Vivian Revere (hồi nhỏ)                         | dưới tên Dawn O'Day                                        |
| 1932 | Rasputin và Hoàng hậu               | Cô gái bán hoa                                  | không được công nhận                                       |
| 1933 | Cuộc đời của Jimmy Dolan            | Mary Lou                                        | không được công nhận                                       |
| 1934 | Phía bên này của thiên đường        | Cô gái bán hoa                                  | cảnh đã bị xóa, dưới tên Dawn O'Day                        |
| 1934 | Trường học dành cho nữ sinh         | Catherine Fogarty                               |                                                            |
| 1934 | Finishing School                    | Billie                                          | dưới tên Dawn O'Day                                        |
| 1934 | The Key                             | Flower Girl                                     | dưới tên Dawn O'Day                                        |
| 1934 | Mồi độc thân                        | Miriam Ann Johnson, Người xin giấy phép kết hôn | không được công nhận                                       |
| 1934 | Anne tóc đỏ dưới chái nhà xanh      | Anne Shirley                                    |                                                            |
| 1934 | Picture Palace                      | Dawn                                            | phim ngắn, dưới tên Dawn O'Day                             |
| 1934 | Private Lessons                     | Dawn                                            | phim ngắn, dưới tên Dawn O'Day                             |
| 1935 | Đuổi theo ngày hôm qua              | Jeanne Alexandre                                |                                                            |
| 1935 | Steamboat Round the Bend            | Fleety Belle                                    |                                                            |
| 1936 | Chatterbox                          | Jenny Yates                                     |                                                            |
| 1936 | M'Liss                              | M'liss Smith                                    |                                                            |
| 1936 | Nhường đường cho một quý cô         | June Drew                                       |                                                            |
| 1937 | Quá nhiều vợ                        | Betty Jackson                                   |                                                            |
| 1937 | Gặp gỡ cô chủ                       | Louise Foster                                   |                                                            |
| 1937 | Stella Dallas                       | Laurel "Lollie" Dallas                          | được đề cử — Giải Oscar cho nữ diễn viên phụ xuất sắc nhất |
| 1938 | Phụ nữ bị lên án                    | Millie Anson                                    |                                                            |
| 1938 | Luật địa ngục                       | Annabelle Porter                                |                                                            |
| 1938 | Gà của mẹ Carey                     | Nancy Carey                                     |                                                            |
| 1938 | Trường học nữ sinh                  | Natalie Freeman                                 |                                                            |
| 1938 | Người đàn ông để nhớ                | Jean Johnson                                    |                                                            |
| 1939 | Cậu bé nô lệ                        | Annie                                           |                                                            |
| 1939 | Ký túc xá nữ                        | Alice Fisher                                    |                                                            |
| 1939 | Sự nghiệp                           | Sylvia Bartholomew                              |                                                            |
| 1940 | Canh thức trong đêm                 | Lucy Lee                                        |                                                            |
| 1940 | Thứ bảy của trẻ em                  | Bobby Halevy                                    |                                                            |
| 1940 | Anne tóc đỏ dưới Mái nhà Bạch Dương | Anne Shirley                                    |                                                            |
| 1941 | Góa phụ West Point                  | Nancy Hull                                      |                                                            |
| 1941 | Unexpected Uncle                    | Kathleen Brown                                  |                                                            |
| 1941 | Ác quỷ và Daniel Webster            | Mary Stone                                      |                                                            |
| 1942 | Four Jacks and a Jill               | Karanina 'Nina' Novak                           |                                                            |
| 1942 | Thị trưởng đường 44                 | Jessey Lee                                      |                                                            |
| 1943 | Nữ vệ sĩ                            | A.C. Baker                                      |                                                            |
| 1943 | Cô gái quyền lực                    | Ellen Evans                                     |                                                            |
| 1943 | Pháo thủ                            | Burton Hughes                                   |                                                            |
| 1943 | Cô gái Chính phủ                    | May Harness Blake                               |                                                            |
| 1944 | Người đàn ông đến từ Frisco         | Diana Kennedy                                   |                                                            |
| 1944 | Âm nhạc ở Manhattan                 | Frankie Foster                                  |                                                            |
| 1944 | Giết người, em yêu                  | Anne Grayle                                     | vai diễn cuối cùng trong phim                              |